# Marcinelle & Couillet

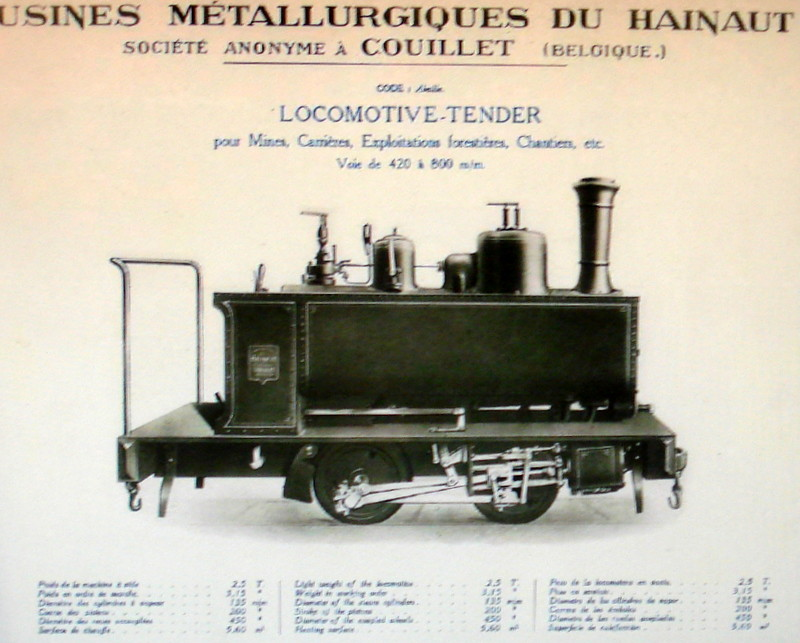
Usines Métallurgiques du Hainaut, Société Anonyme à Couillet (Belgique)

Die Société Anonyme des Hauts-Fourneaux, Usines et Charbonnages de Marcinelle et Couillet war eine belgische Aktiengesellschaft für Hochöfen, Fabriken und Kohlebergwerke sowie insbesondere zur Herstellung von Dampflokomotiven in den Usines Métallurgiques du Hainaut in Couillet bei Charleroi in Belgien.

## Geschichte
Die Aktiengesellschaft Marcinelle & Couillet war Mitte des 19. Jahrhunderts das größte belgische Unternehmen an der Brüsseler Börse. Ihre Kohlebergwerke und Stahlwerke befanden sich seit den 1830er Jahren in der belgischen Region Borinage, rund um die Stadt Mons in der belgischen Provinz Hennegau (französisch Province de Hainaut).

### Gründung
1828 kaufte das Handelshaus Fontaine-Spitaels ein Grundstück für den Bau eines Hochofens und fusionierte 1830 mit den Usines des Hauchies von Paul-François-Joseph Huart zur Gesellschaft Fontaine-Spitaels et Cie, die 1835 mit dem Gang an die Börse zur Société Anonyme des Hauts-Fourneaux, Usines et Charbonnages de Marcinelle et Couillet wurde. Der Vorstandsvorsitzende der Aktiengesellschaft war Paul-François-Joseph Huart.

### Industrielle Organisation

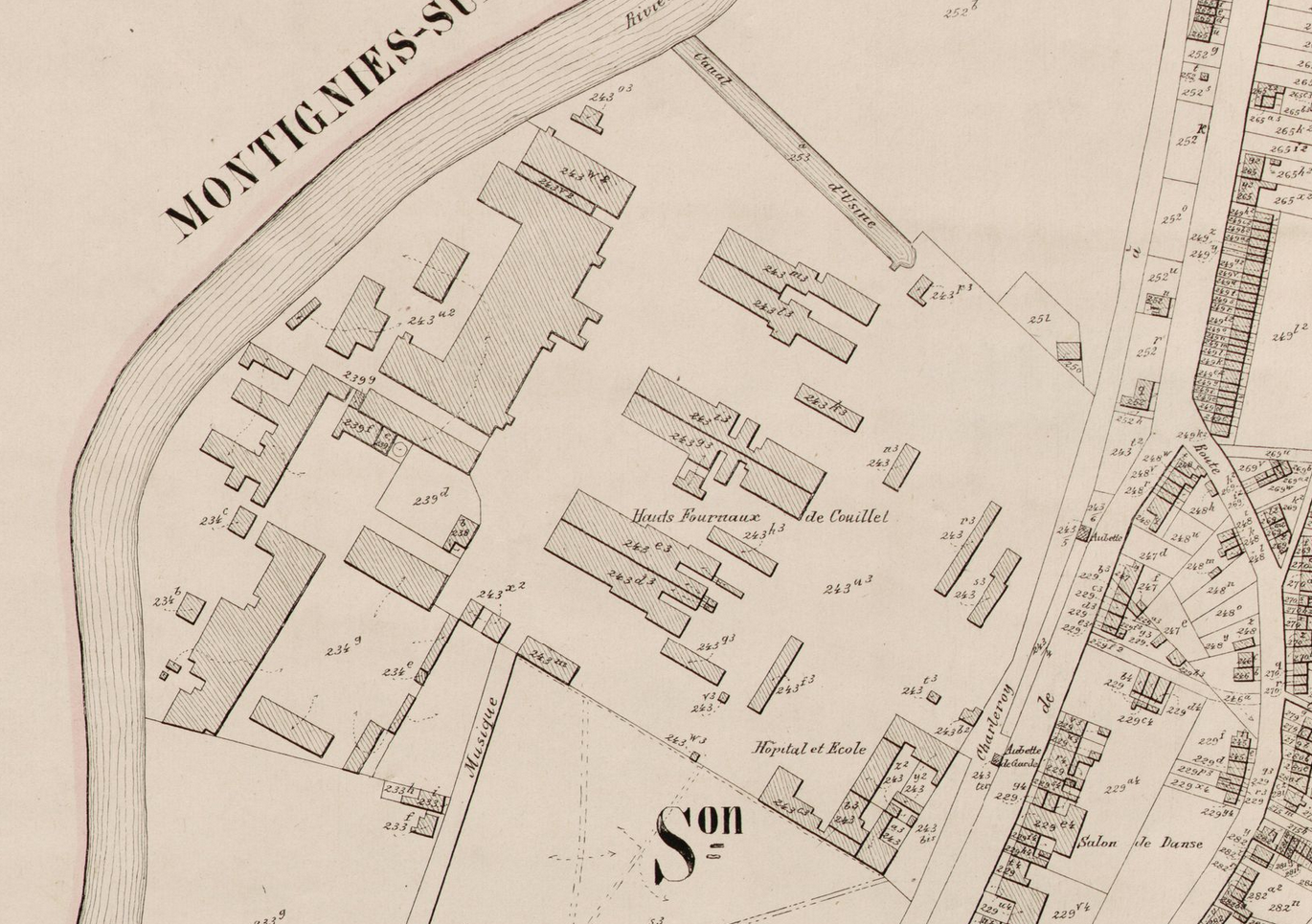
Die Couillet-Anlage mit den Hochöfen auf einem Plan von Philippe Christian Popp van Schaalkwijk

Der Komplex wurde unter der Leitung eines englischen Ingenieurs, Haarodt Smidt, gebaut. Britische Techniker und Financiers spielten eine wichtige Rolle bei der Entstehung eines belgischen Eisenbahnnetzes. John Cockerill, der Sohn von William Cockerill, gründete 1817 das Eisenwerk in Seraing. In der Nähe von Charleroi waren es Thomas Bonehill und Haarodt Smit, die die Investitionen betreuten.
Das Werk Couillet war das größte Eisenhüttenwerk Belgiens. Es wurde 1835 mit sieben großen Hochöfen für Kokseisen erbaut und durch eine große Bauwerkstatt und ein Walzwerk ergänzt. Der Brennstoff stammte aus den Kohlegruben von Marcinelle. Der Transport des Erzes erfolgte über Häfen am rechten Ufer der Sambre und über die Eisenbahn.

### Finanzieller und institutioneller Kontext
Diese von der Société Générale de Belgique gesteuerte Fusion war die erste große industrielle Übernahme des Unternehmens und der Beginn einer langen Reihe von Initiativen, die zu einem Meilenstein in der belgischen Industriegeschichte werden sollten. In der Region Borinage wurden dabei auch sieben Bergbauunternehmen, die Kohlevorkommen ausbeuten, für die Börsennotierung übernommen. Gleichzeitig wurden die Société des Produits de Flénu und die Société du Levant de Flénu gegründet, die bestehende Lagerstätten ausbeuteten.
Das starke Wachstum dieser Unternehmen an der Börse führte dazu, dass der Anteil des Aktienportfolios an den Aktivitäten der Société générale de Belgique von 15,3 % im Jahr 1838 auf 17,3 % im Jahr 1848, 43,5 % im Jahr 1852 und 63,5 % im Jahr 1865 stieg. Zwischen 1833 und 1838 ermöglichte die Gründung von 151 Aktiengesellschaften, darunter 7 im Kohlebergbau und 16 in der Metallurgie, der Bank die Kontrolle über etwa dreißig Unternehmen mit einer Kapitalisierung von 102 Millionen Francs bei einer Beteiligung von nur 29 Millionen Francs. Die Société Anonyme des Hauts-Fourneaux, Usines et Charbonnages de Marcinelle et Couillet war mit einem Kapital von 12 Millionen Francs die mit Abstand größte.

### Fusionierung und Aufspaltung
Die Société Anonyme des Hauts-Fourneaux, Usines et Charbonnages de Marcinelle et Couillet fusionierte 1866 mit der Société des Charbonnages du Gouffre zu einem Unternehmen, das im 20. Jahrhundert 1458 Arbeiter beschäftigte.

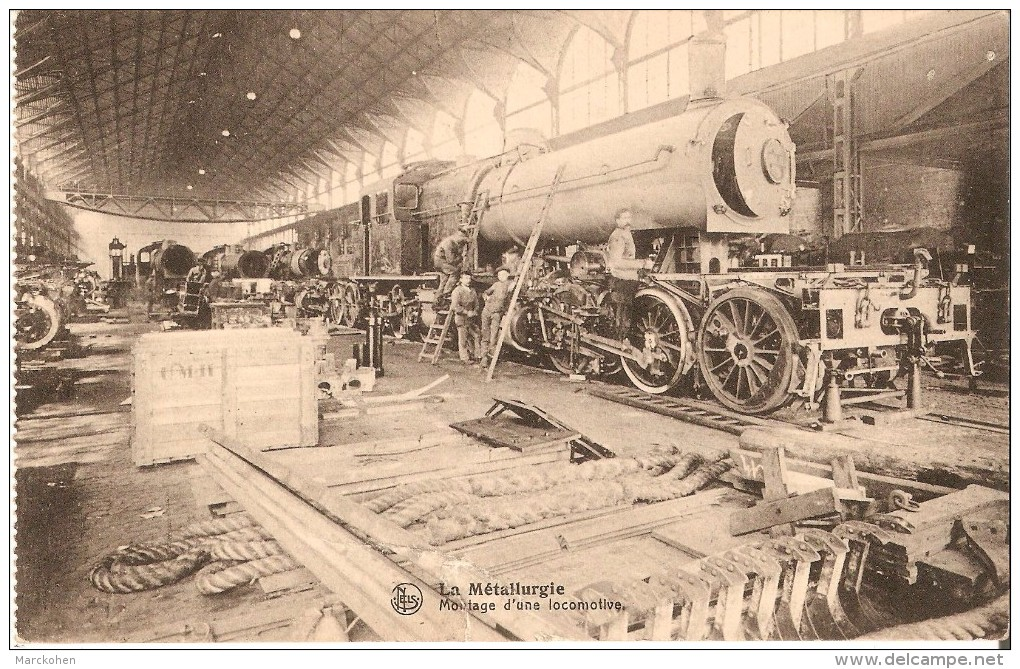
Bau einer Dampflok in den Usines Métallurgiques du Hainaut, um 1925

Das Unternehmen wurde 1906 aufgespaltet. Der Kohlebergbau wurde an die Société Anonyme des Charbonnages de Marcinelle-Nord übertragen. Die anderen Tätigkeiten (Metallurgie und Lokomotivbau) wurden von der Société Anonyme  des Usines Métallurgiques du Hainaut ausgeführt. Das Lokomotivbau-Unternehmen schloss sich 1955 mit den nahegelegenen Metallhüttenwerken Sambre et Moselle in Montignies-sur-Sambre zusammen und firmierte als Hainaut-Sambre, bis es sich 1981 mit dem Stahlhersteller Cockerill in der Provinz Lüttich zur Cockerill-Sambre zusammenschloss.

## Feldbahn- und Schmalspurlokomotiven
Ab 1880 stellte das Unternehmen eine Serie von Feldbahn- und Schmalspurlokomotiven her, die zum Teil durch die Firma Decauville und zum anderen Teil direkt, unter dem Namen Couillet, vermarktet wurden.

### Decauville-Lokomotiven

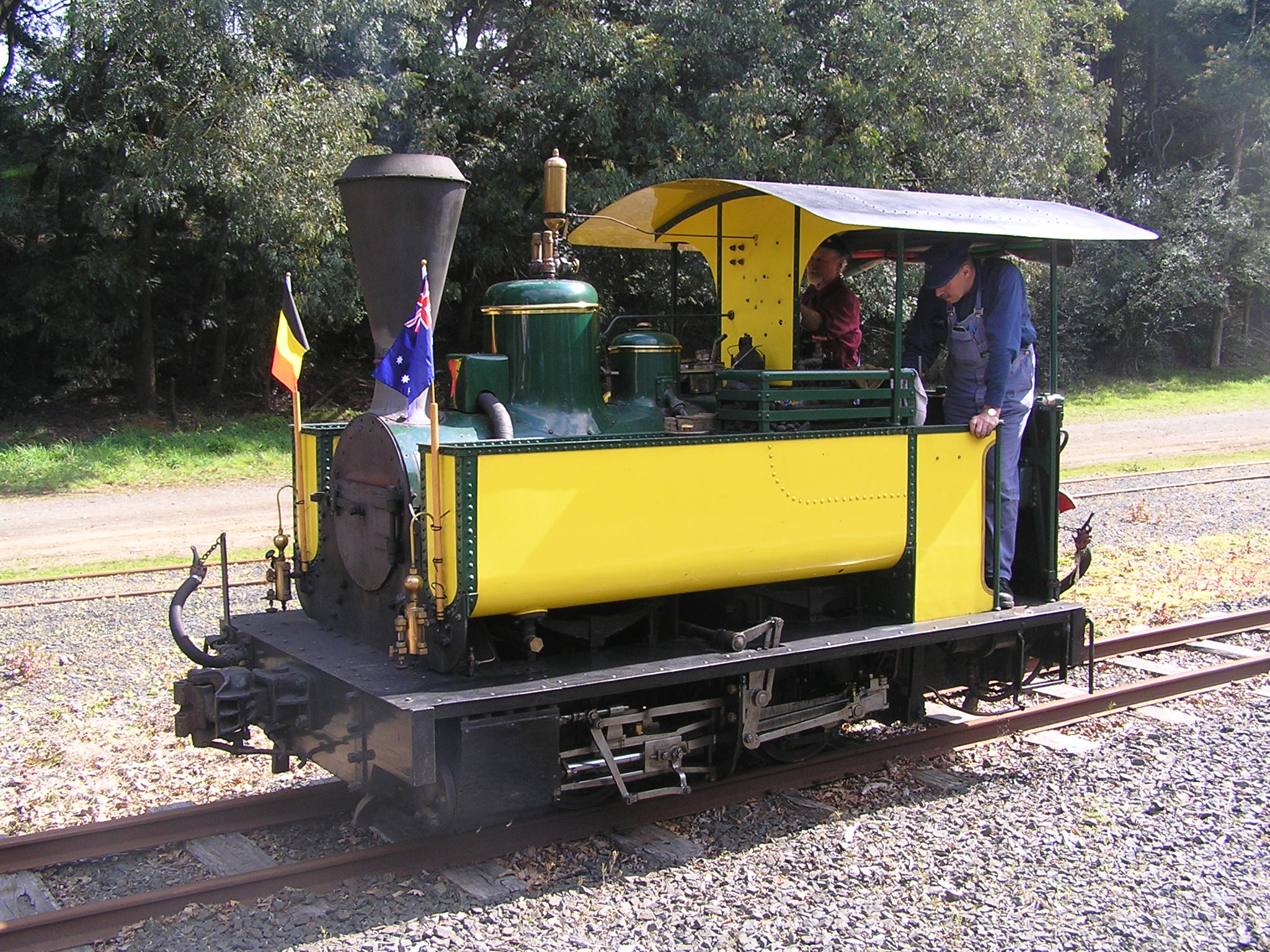
Couillet Nº 986/1890, Decauville Nº 90 in Australien

Einige der Couillet-Lokomotiven mit den Werksnummern Nº 456/1880 bis 903/1887 wurden von der Firma Decauville umnummeriert und mit Decauville-Typenschildern Nº 5 bis 50 sowie 53 bis 56 verkauft. Sechs weitere folgten in unregelmäßiger Reihenfolge bis 1891 mit Decauville-Typenschildern Nº 88, 89, 90, 92, 105 und 124 und Spurweiten von 500, 600 und 761 mm für den Export nach Peru, Australien, Mauritius und Guadeloupe.

### BaureiheSamson
Die nordspanische Eisenbahngesellschaft Compañía de los Caminos de Hierro del Norte de España erwarb 1877 die Kohlegruben in Barruelo de Santullán. Um sie zu modernisieren, beschaffte sie sich ab 1879 sechs Schmalspur-Tenderlokomotiven mit jeweils zwei gekuppelten Achsen und einer Spurweite von 550 mm, die über Tage die Pferdetraktion ablösen sollten.

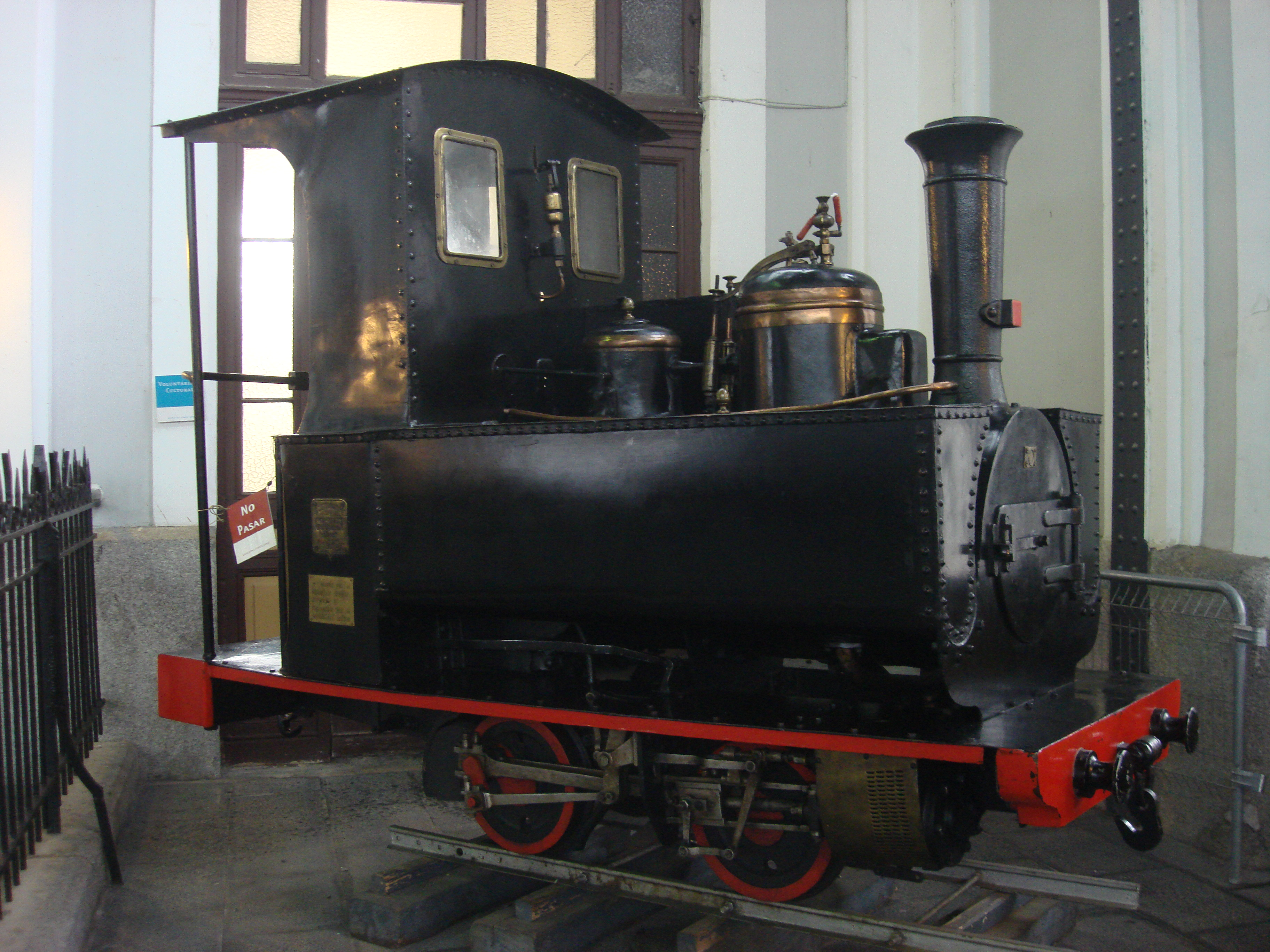
Couillet Nº 580 im Eisenbahnmuseum in Madrid

Die Lokomotiven Nº 478 und 479 wurden 1881 für 30.000 Reales ausgeliefert und Nº 545, 580, 581 und 582 folgten 1882. Die Baureihe trug offiziell den Namen Samson als Hinweis auf ihre unbezwingbare Stärke, die Lokomotiven wurden aber aufgrund ihrer kleinen Baugröße umgangssprachlich Maquinillas (Maschinchen) genannt. Sie konnten bei einem Leergewicht von 3 t und einem Dienstgewicht von 3,8 t Züge mit einem Gewicht von bis zu 10 t ziehen, da sie trotz der geringen Höhe von 2,17 m und Länge über Puffer von 3,10 m eine Leistung von 9 PS aufbringen konnten.
Im Jahr 1922 übernahm die Firma Minas de Barruelo den Bergbau und die dafür eingesetzten Lokomotiven, bis der Bergbau ab 1968 schrittweise stillgelegt wurde, so dass die Lokomotiven überflüssig wurden. Die Lokomotiven Nº 478, 479 und 545 wurden für eine Million Peseten an die Industrias López Soriano S.A. in Zaragoza verkauft, wo sie heute auf einem für die Öffentlichkeit unzugänglichen Schrottplatz unter einem Schutzdach erhalten sind. Die Nº 580 wurde im März 1987 von der Banco de Crédito Industrial an das Eisenbahnmuseum in Madrid gespendet, wo sie restauriert wurde und heute als einzige Schmalspurlokomotive der Sammlung ausgestellt ist. Bei der Generalüberholung wurden Teile der baugleichen Schwesterlokomotiven Nº 581 und 582 verwendet, deren Nummern z. B. in die Pleuelstangen eingeschlagen sind.

## Meter- und Kapspurlokomotiven

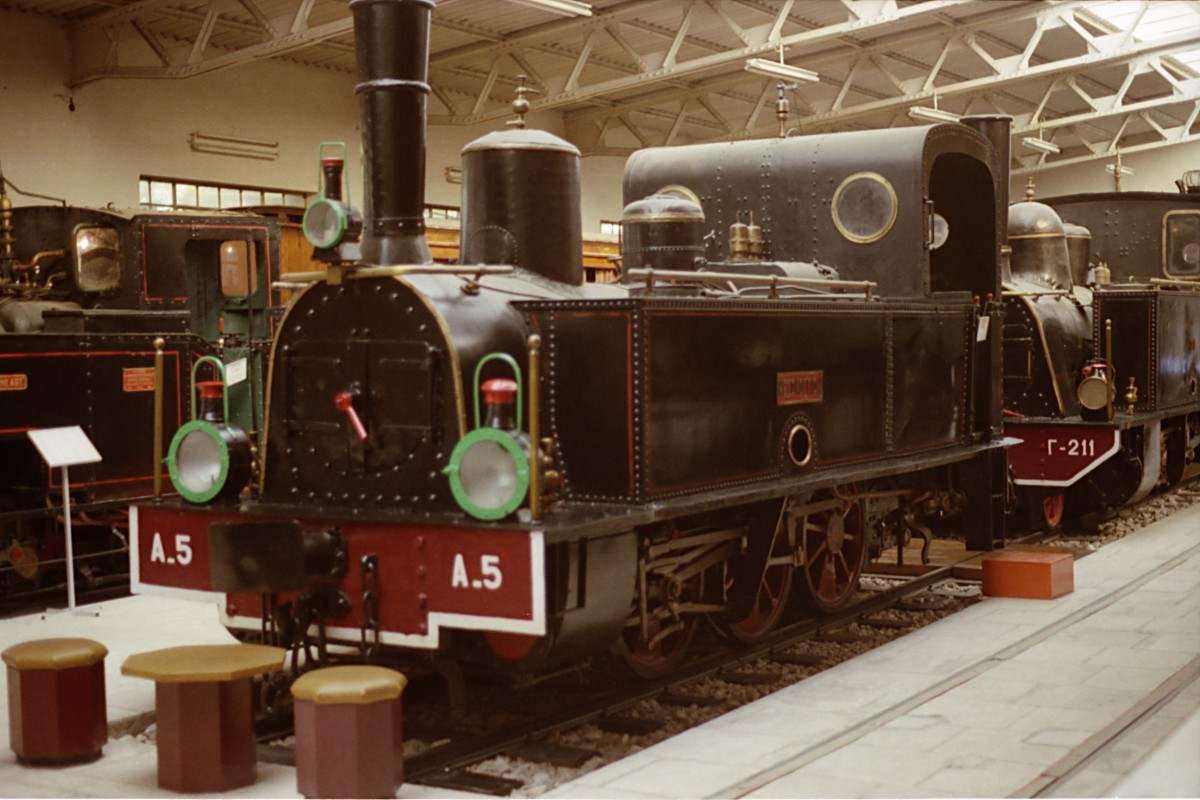
Meterspurlokomotive im Eisenbahnmuseum von Athen

Meter- und Kapspurlokomotiven mit Spurweiten von 1000 mm und 1067 mm wurden unter anderem nach Griechenland und Spanien exportiert.

## Normal- und Breitspurlokomotiven

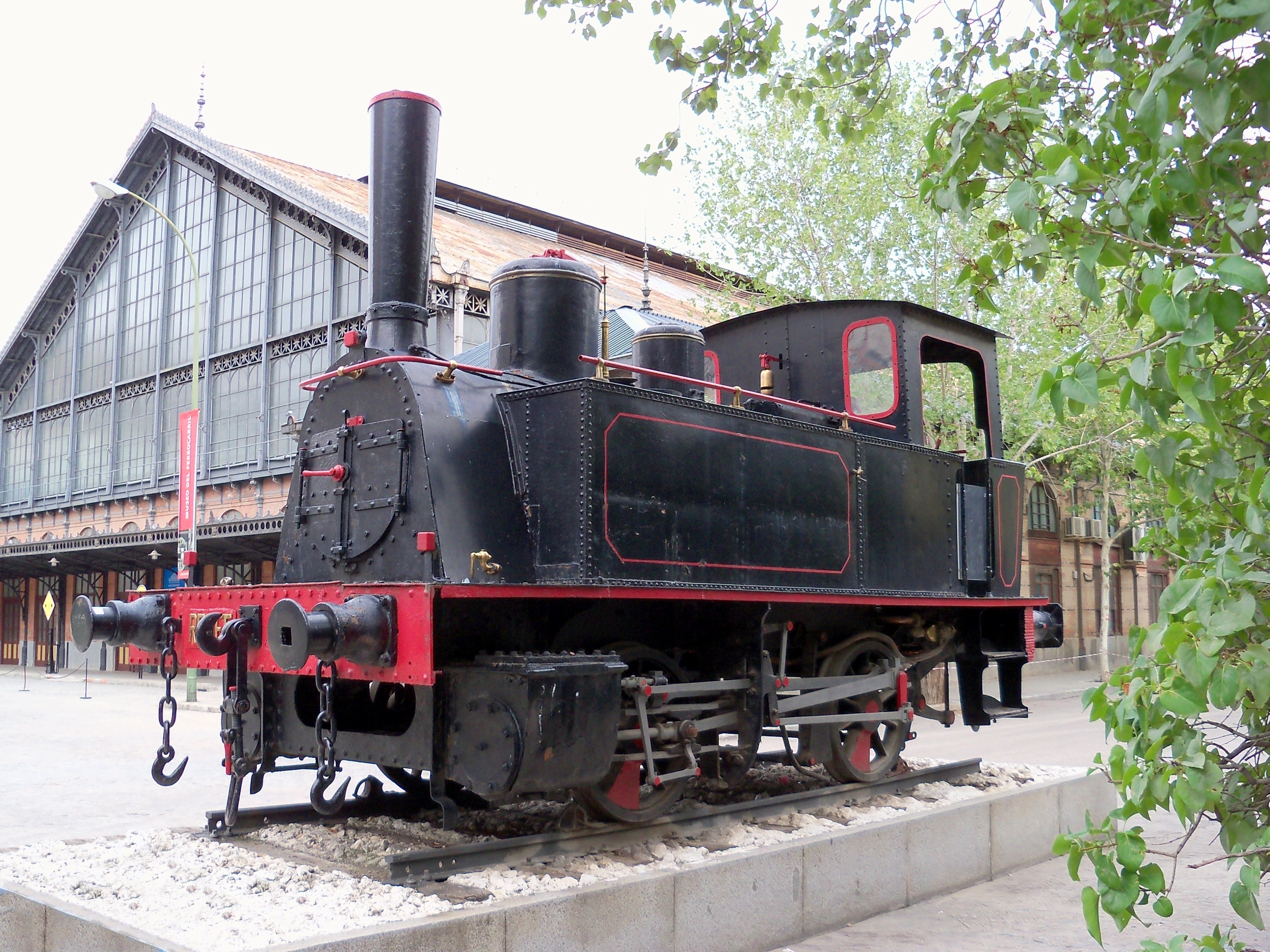
Breitspurlokomotive vor dem Eisenbahnmuseum von Madrid

In Einzelfällen wurden auch Normal- und Breitspurlokomotiven mit einer Spurweite von 1435 mm oder 1674 mm geliefert.